# Monte Ahorcado
El monte Ahorcado es un accidente geográfico español, situado en Cofrentes, Valencia.

## Situación
Se encuentra en el término municipal de Cofrentes, en la provincia de Valencia, siendo visible desde el mismo término.

## Hidrografía
Se encuentra sobre el río Cabriel, que discurre por el mismo.

## Orografía
No es una montaña de relevante prominencia, ya que cuenta con una altura de 674 metros sobre el nivel del mar en su cima, con una prominencia que, teóricamente, la convierte en un cerro.
- Datos: Q6022332